# Corona del Principato di Monaco

La Corona del Principato di Monaco nello stemma di stato che è poi anche lo stemma ufficiale dei Grimaldi

La Corona del Principato di Monaco è la corona ufficiale dei principi del Principato di Monaco. Essa non esiste materialmente in quanto utilizzata unicamente come elemento araldico posto a completamento dello stemma di stato.
La corona del Principato di Monaco è identica ad una tradizionale corona reale europea che rispecchia la sovranità dei Grimaldi sul principato sebbene essi ebbero semplicemente il titolo principesco e non quello di re del loro stato.
Essa è costituita da un cerchio d'oro a fioroni con pietre preziose, sormontato da otto archetti perlati, terminanti in un globo d'oro parzialmente smaltato di rosso con una croce in oro.